# Theta de l'Escorpió

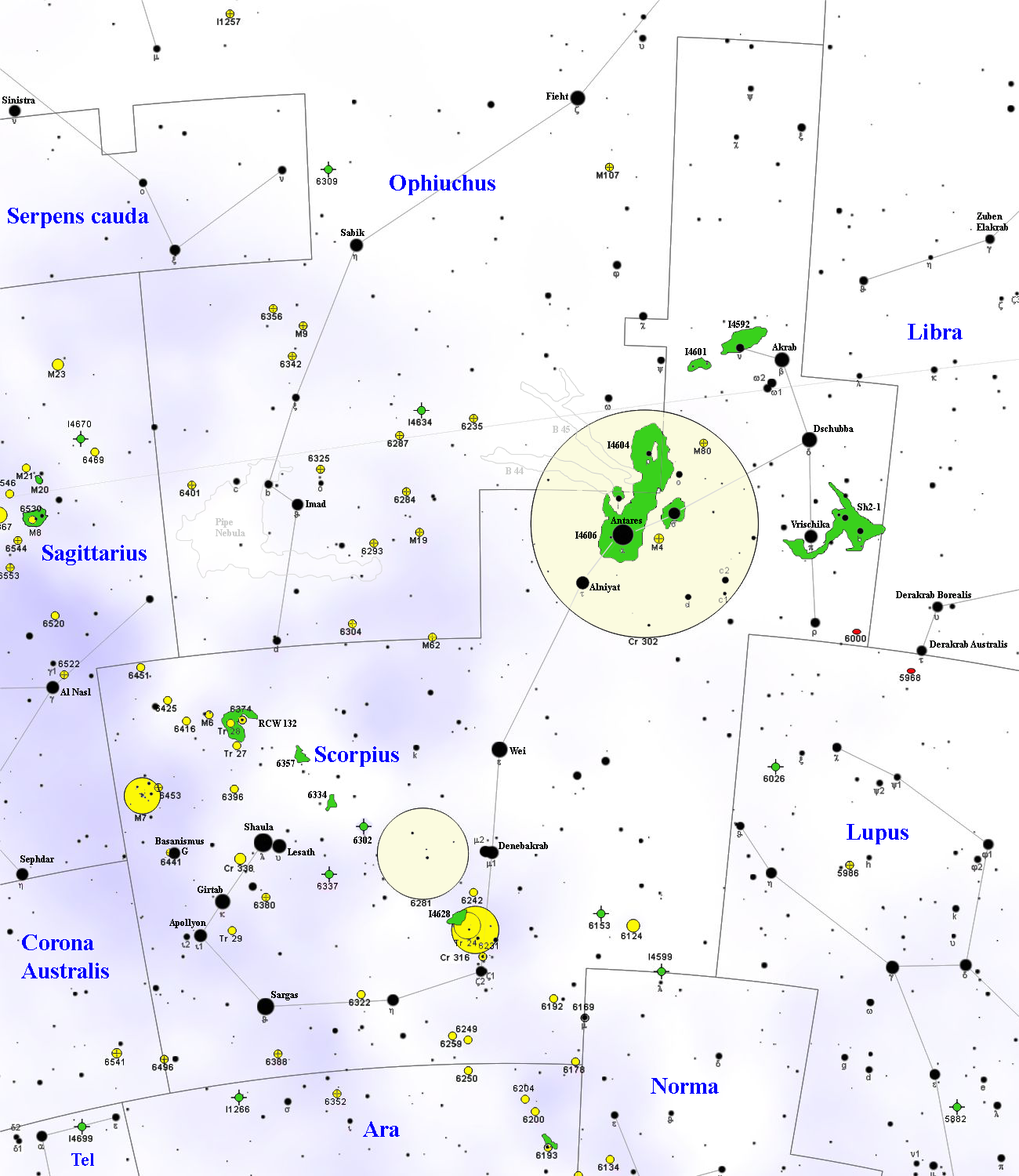
Sargas a la seva constel·lació

Theta de l'Escorpió (θ Scorpii) és una estrella binària de la constel·lació de l'Escorpió. És la més brillant després d'Antares (α Scorpii) i Shaula (λ Scorpii). El nom tradicional del sistema binari és Sargas, malgrat que actualment només en designa el component A. Un altre nom utilitzat per designar aquesta estrella és Girtab. Els noms de Sargas i Girtab provenen del sumeri, sent justament el significat "l'escorpí". La seva magnitud aparent és +1,86, i es troba a 270 anys llum de Sistema Solar.
Theta de l'Escorpió és una estrella gegant lluminosa blanca-groga de tipus espectral F1II amb una  temperatura superficial de 7200  K. El seu radi és 20 vegades major que el radi solar i té una lluminositat 960 vegades més gran que  la del Sol. La seva velocitat de  rotació és 50 vegades més gran que la del Sol (105 km/s) i completa una volta cada 10 dies; aquesta última dada és un valor màxim, depenent de la inclinació que l'eix de rotació tingui respecte a nosaltres.
En el seu camí evolutiu, Theta de l'Escorpió es troba en una etapa transitòria de refredament. Amb un nucli inert d'heli. En menys d'un milió d'anys serà una  variable tipus cefeida com Mekbuda (ζ Geminorum) i després es transformarà en una gegant vermella, moment en el qual en el seu nucli es produirà la  fusió de l'heli en carboni i oxigen.